# Football Club Internazionale Milano 1983-1984
Questa voce raccoglie le informazioni riguardanti il Football Club Internazionale Milano nelle competizioni ufficiali della stagione 1983-1984.

## Stagione
Con l'ex torinista Luigi Radice subentrato a Marchesi in panchina, il mercato vedeva l'acquisto del centrocampista Coeck – frenato da infortuni in sequenza – oltre ai ritorni di Pasinato e Aldo Serena: un avvio decisamente in salita quello toccato al vecchio allenatore granata, eliminato in Coppa Italia durante il girone e capace di un solo punto nel primo mese del campionato 1983-84.
Occupando in tal modo i bassifondi della classifica, l'Inter si rilanciava grazie anche al derby milanese vinto il 6 novembre 1983. Poco duratura, invece, la partecipazione all'Europa con San Siro inizialmente squalificato: prevalsi nei retour match contro Trabzonspor e Groningen – subendo da entrambe una sconfitta all'andata – i nerazzurri gettarono la spugna con l'Austria Vienna al terzo turno.
La stagione segnò in particolare il capolinea dell'èra-Fraizzoli, con Ernesto Pellegrini a rilevarne la proprietà: orientato a «salvare il salvabile» per poi pianificare un futuro, il nuovo presidente concluse l'annata con una qualificazione alla UEFA impreziosita dalla miglior difesa del torneo.

## Divise e sponsor

Hansi Müller, alla sua seconda e ultima stagione a Milano, in azione con la divisa da trasferta.

Lo sponsor tecnico per la stagione 1983-1984 fu Mec Sport, mentre lo sponsor ufficiale fu Misura.
| Casa | Trasferta |

## Organigramma societario
Area direttiva
- Presidente: Ivanoe Fraizzoli poi Ernesto Pellegrini[28]
- Vicepresidente: Giuseppe Prisco ed Angelo Corridori
- Consigliere delegato: Sandro Mazzola

Area organizzativa
- Segretaria: Ileana Almonti

Area comunicazione
- Capo ufficio stampa: Danilo Sarugia

Area tecnica
- Direttore Sportivo: Giancarlo Beltrami
- Allenatore: Luigi Radice
- Allenatore in seconda: Romano Cazzaniga

Area sanitaria
- Medici sociali: dott. Mario Benazzi e dott. Luigi Colombo
- Massaggiatori: Giancarlo Della Casa e Massimo Della Casa

## Rosa

Il giovane portiere Walter Zenga (qui nella stagione 1987-1988), al suo esordio in Serie A, diverrà un beniamino del tifo nerazzurro per il successivo decennio.

| N. |                   | Ruolo | Calciatore               |
| -- | ----------------- | ----- | ------------------------ |
|    | Italia (bandiera) | P     | Fabrizio Lorieri         |
|    | Italia (bandiera) | P     | Angelo Recchi            |
|    | Italia (bandiera) | P     | Walter Zenga             |
|    | Italia (bandiera) | D     | Giuseppe Bergomi         |
|    | Italia (bandiera) | D     | Graziano Bini (capitano) |
|    | Italia (bandiera) | D     | Fulvio Collovati         |
|    | Italia (bandiera) | D     | Walter Dondoni           |
|    | Italia (bandiera) | D     | Riccardo Ferri (II)      |
|    | Italia (bandiera) | C     | Giuseppe Baresi (I)      |
|    | Italia (bandiera) | C     | Salvatore Bagni          |
|    | Italia (bandiera) | C     | Evaristo Beccalossi      |

| N. |                           | Ruolo | Calciatore           |
| -- | ------------------------- | ----- | -------------------- |
|    | Belgio (bandiera)         | C     | Ludo Coeck           |
|    | Italia (bandiera)         | C     | Enrico Cucchi        |
|    | Italia (bandiera)         | C     | Gianpiero Marini     |
|    | Germania Ovest (bandiera) | C     | Hansi Müller         |
|    | Italia (bandiera)         | C     | Giancarlo Pasinato   |
|    | Italia (bandiera)         | C     | Massimo Pellegrini   |
|    | Italia (bandiera)         | C     | Antonio Sabato       |
|    | Italia (bandiera)         | A     | Alessandro Altobelli |
|    | Italia (bandiera)         | A     | Carlo Muraro         |
|    | Italia (bandiera)         | A     | Aldo Serena          |

## Calciomercato

### Sessione estiva
| Acquisti         | Acquisti           | Acquisti   | Acquisti      |
| R.               | Nome               | da         | Modalità      |
| ---------------- | ------------------ | ---------- | ------------- |
| P                | Fabrizio Lorieri   | Prato      | riscatto      |
| P                | Angelo Recchi      | Cesena     | definitivo    |
| C                | Ludo Coeck         | Anderlecht | definitivo    |
| C                | Giancarlo Pasinato | Milan      | fine prestito |
| A                | Aldo Serena        | Milan      | fine prestito |
| Altre operazioni |                    |            |               |
| R.               | Nome               | da         | Modalità      |
| P                | Roberto Busi       | Siena      | riscatto      |
| P                | Giovanni Guaiana   | Matera     | fine prestito |
| D                | Nazzareno Canuti   | Milan      | fine prestito |
| D                | Giuseppe Colombo   | Solbiatese | fine prestito |
| D                | Fermo Spallanzani  | Siena      | riscatto      |
| D                | Danilo Tedoldi     | Catania    | riscatto      |
| C                | Giancarlo Centi    | Avellino   | riscatto      |
| C                | Ilario Cozzi       | Pavia      | riscatto      |
| C                | Claudio Fermanelli | Como       | riscatto      |
| C                | Francesco Lapa     | Rende      | fine prestito |
| C                | Mauro Marmaglio    | Palermo    | fine prestito |
| C                | Luigi Rocca        | Siena      | riscatto      |
| A                | Riccardo Gori      | Trento     | fine prestito |
| A                | Amerigo Paradiso   | Reggiana   | riscatto      |

| Cessioni         | Cessioni            | Cessioni      | Cessioni             |
| R.               | Nome                | da            | Modalità             |
| ---------------- | ------------------- | ------------- | -------------------- |
| P                | Ivano Bordon        | Sampdoria     | definitivo           |
| C                | Roberto Bergamaschi | Genoa         | comproprietà         |
| C                | Gabriele Oriali     | Fiorentina    | definitivo           |
| A                | Juary               | Ascoli        | comproprietà         |
| Altre operazioni |                     |               |                      |
| R.               | Nome                | da            | Modalità             |
| P                | Roberto Busi        | Cosenza       | comproprietà         |
| P                | Angelo Facchi       | Savona        | definitivo           |
| P                | Giovanni Guaiana    | Alcamo        | comproprietà         |
| P                | Valerio Montagna    | Francavilla   | rinnovo comproprietà |
| P                | Angelo Pizzetti     | Modena        | comproprietà         |
| P                | Ricciotti Bozzo     | Alcamo        | definitivo           |
| D                | Nazzareno Canuti    | Genoa         | definitivo           |
| D                | Giuseppe Colombo    | Pro Patria    | comproprietà         |
| D                | Giovanni Corsini    | Cerretese     | rinnovo comproprietà |
| D                | Enrico Leoni        | Fanfulla      | prestito             |
| D                | Ambrogio Meggiarin  | Vogherese     | definitivo           |
| D                | Leonardo Occhipinti | Pisa          | definitivo           |
| D                | Massimo Peruzzo     | Rhodense      | rinnovo comproprietà |
| D                | Sebastiano Pincio   | Alcamo        | definitivo           |
| D                | Fermo Spallanzani   | Fanfulla      | comproprietà         |
| D                | Danilo Tedoldi      | Ancona        | prestito             |
| D                | Mauro Valentino     | Cerretese     | rinnovo comproprietà |
| D                | Luigi Vizza         | Carbonia      | prestito             |
| D                | Marco Agresti       | Sangiovannese | definitivo           |
| C                | Graziano Brambilla  | Monopoli      | definitivo           |
| C                | Giancarlo Centi     | Como          | definitivo           |
| C                | Ilario Cozzi        | Livorno       | comproprietà         |
| C                | Claudio Fermanelli  | Palermo       | comproprietà         |
| C                | Francesco Lapa      | Sanremese     | prestito             |
| C                | Mauro Marmaglio     | Arezzo        | comproprietà         |
| C                | Luigi Rocca         | Trento        | prestito             |
| C                | Paolo Stringara     | Siena         | definitivo           |
| C                | Claudio Venturi     | SPAL          | rinnovo comproprietà |
| A                | Riccardo Bulgarani  | Legnano       | definitivo           |
| A                | Riccardo Gori       | Sanremese     | prestito             |
| A                | Luca Rivetta        | Pro Patria    | comproprietà         |
| A                | Walter Vercesi      | Vogherese     | definitivo           |

### Sessione autunnale
| Acquisti         | Acquisti         | Acquisti         | Acquisti         |
| R.               | Nome             | da               | Modalità         |
| Altre operazioni | Altre operazioni | Altre operazioni | Altre operazioni |
| R.               | Nome             | da               | Modalità         |
| ---------------- | ---------------- | ---------------- | ---------------- |

| Cessioni         | Cessioni           | Cessioni  | Cessioni                  |
| R.               | Nome               | da        | Modalità                  |
| ---------------- | ------------------ | --------- | ------------------------- |
| D                | Daniele Bernazzani | Pistoiese | prestito (ad ottobre)     |
| Altre operazioni |                    |           |                           |
| R.               | Nome               | da        | Modalità                  |
| A                | Amerigo Paradiso   | Bologna   | comproprietà (ad ottobre) |

## Risultati

### Serie A

#### Girone di andata
| Arbitro: | Menicucci (Firenze) |

|          |           |                  |
| Bini 46’ | Marcatori | 63’, 82’ Francis |

| Arbitro: | Barbaresco (Cormons) |

|                                     |           |  |
| Giordano 22’ Cupini 61’ Laudrup 90’ | Marcatori |  |

| Milano 25 settembre 1983 3ª giornata | Inter         | 0 – 0 | Torino | Stadio Giuseppe Meazza\| Arbitro: \| Ciulli (Roma) \| |
| Arbitro:                             | Ciulli (Roma) |       |        |                                                       |

| Arbitro: | D'Elia (Salerno) |

|                  |           |  |
| Ferri 37’ (aut.) | Marcatori |  |

| Arbitro: | Agnolin (Bassano del Grappa) |

|               |           |  |
| Altobelli 81’ | Marcatori |  |

| Arbitro: | Redini (Pisa) |

|                                |           |                          |
| Zico 5’ (rig.) De Agostini 80’ | Marcatori | 48’ Beccalossi 75’ Bagni |

| Pisa 30 ottobre 1983 7ª giornata | Pisa                         | 0 – 0 | Inter | Stadio Arena Garibaldi\| Arbitro: \| Agnolin (Bassano del Grappa) \| |
| Arbitro:                         | Agnolin (Bassano del Grappa) |       |       |                                                                      |

| Arbitro: | Bergamo (Livorno) |

|                      |           |  |
| Serena 9’ Muller 36’ | Marcatori |  |

| Arbitro: | Pairetto (Torino) |

|            |           |            |
| Peters 20’ | Marcatori | 47’ Serena |

| Arbitro: | Redini (Pisa) |

|               |           |  |
| Beccalossi 7’ | Marcatori |  |

| Arbitro: | Bergamo (Livorno) |

|           |           |            |
| Lucci 90’ | Marcatori | 15’ Serena |

| Arbitro: | Barbaresco (Cormons) |

|                     |           |               |
| Bagni 9’ Serena 18’ | Marcatori | 8’ Passarella |

| Arbitro: | Pieri (Genova) |

|                         |           |  |
| Platini 44’ Vignola 83’ | Marcatori |  |

| Arbitro: | Altobelli (Roma) |

|                       |           |  |
| Di Gennaro 12’ (aut.) | Marcatori |  |

| Catania 8 gennaio 1984 15ª giornata | Catania       | 0 – 0 | Inter | Stadio Angelo Massimino\| Arbitro: \| Longhi (Roma) \| |
| Arbitro:                            | Longhi (Roma) |       |       |                                                        |

#### Girone di ritorno
| Arbitro: | Redini (Pisa) |

|  |           |                                  |
|  | Marcatori | 23’ Serena 80’ (aut.) Pellegrini |

| Arbitro: | Agnolin (Bassano del Grappa) |

|                        |           |                 |
| Manfredonia 10’ (aut.) | Marcatori | 63’ Manfredonia |

| Arbitro: | Paparesta (Bari) |

|                                                |           |               |
| Hernandez 15’ (rig.), 84’ (rig.) Schachner 33’ | Marcatori | 13’ Collovati |

| Milano 12 febbraio 1984 19ª giornata | Inter               | 0 – 0 | Ascoli | Stadio Giuseppe Meazza\| Arbitro: \| Menicucci (Firenze) \| |
| Arbitro:                             | Menicucci (Firenze) |       |        |                                                             |

| Arbitro: | Ballerini (La Spezia) |

|  |           |                                    |
|  | Marcatori | 17’ Beccalossi 55’ (aut.) Ferrario |

| Arbitro: | Redini (Pisa) |

|                          |           |  |
| Altobelli 41’ Serena 49’ | Marcatori |  |

| Arbitro: | Pairetto (Torino) |

|                                     |           |  |
| Sabato 39’ Altobelli 64’ Serena 87’ | Marcatori |  |

| Milano 18 marzo 1984 23ª giornata | Milan         | 0 – 0 | Inter | Stadio Giuseppe Meazza\| Arbitro: \| Ciulli (Roma) \| |
| Arbitro:                          | Ciulli (Roma) |       |       |                                                       |

| Arbitro: | Lo Bello (Siracusa) |

|               |           |              |
| Altobelli 58’ | Marcatori | 76’ Briaschi |

| Arbitro: | D'Elia (Salerno) |

|                          |           |  |
| Di Bartolomei 25’ (rig.) | Marcatori |  |

| Arbitro: | Pieri (Genova) |

|                                     |           |  |
| Muller 11’ Altobelli 35’ Sabato 62’ | Marcatori |  |

| Arbitro: | Longhi (Roma) |

|                       |           |            |
| Passarella 78’ (rig.) | Marcatori | 31’ Serena |

| Arbitro: | Agnolin (Bassano del Grappa) |

|                      |           |                         |
| Altobelli 45’ (rig.) | Marcatori | 24’ Cabrini 37’ Platini |

| Arbitro: | Lombardo (Marsala) |

|           |           |                         |
| Fanna 76’ | Marcatori | 72’ Muller 74’ Pasinato |

| Arbitro: | Pirandola (Lecce) |

|                                                     |           |  |
| Muller 12’, 13’ Altobelli 45’ (rig.), 59’, 71’, 86’ | Marcatori |  |

### Coppa Italia

#### Primo turno
| Arbitro: | Ciulli (Roma) |

|             |           |  |
| Bonesso 82’ | Marcatori |  |

| Arbitro: | Paparesta (Bari) |

|                                  |           |             |
| Bagni 30’ (rig.) Sabato 34’, 81’ | Marcatori | 42’ Zennaro |

| Arbitro: | Benedetti (Roma) |

|                  |           |  |
| Faccini 50’, 84’ | Marcatori |  |

| Arbitro: | Barbaresco (Cormons) |

|                                      |           |                      |
| Serena 73’ Altobelli 81’ (rig.), 88’ | Marcatori | 77’ (aut.) Collovati |

| Arbitro: | Pieri (Genova) |

|                    |           |               |
| Di Pietropaolo 22’ | Marcatori | 37’ Altobelli |

### Coppa UEFA
| Arbitro: | Keizer |

|            |           |  |
| Tuncay 88’ | Marcatori |  |

| Arbitro: | Scheurell |

|                                    |           |  |
| Altobelli 48’ (rig.) Collovati 86’ | Marcatori |  |

| Arbitro: | McGinlay |

|                            |           |  |
| Koeman 16’ Fandi Ahmad 87’ | Marcatori |  |

| Arbitro: | Delmer |

|                                                        |           |              |
| Collovati 53’ Altobelli 55’ Serena 61’, 89’ Müller 78’ | Marcatori | 63’ McDonald |

| Arbitro: | Carpenter |

|                  |           |            |
| Nyilasi 78’, 83’ | Marcatori | 53’ Muraro |

| Arbitro: | Ponnet |

|           |           |            |
| Bagni 79’ | Marcatori | 73’ Magyar |

## Statistiche

### Statistiche di squadra
Statistiche aggiornate al 13 maggio 1984.
| Competizione | Punti | In casa | In casa | In casa | In casa | In trasferta | In trasferta | In trasferta | In trasferta | Totale | Totale | Totale | Totale | Gf | Gs | DR |
| Competizione | Punti | G       | V       | N       | P       | ! G          | V            | N            | P            | ! G    | V      | N      | P      | Gf | Gs | DR |
| ------------ | ----- | ------- | ------- | ------- | ------- | ------------ | ------------ | ------------ | ------------ | ------ | ------ | ------ | ------ | -- | -- | -- |
| Serie A      | 35    | 15      | 9       | 4       | 2       | 15           | 3            | 7            | 5            | 30     | 12     | 11     | 7      | 37 | 23 | 14 |
| Coppa Italia | -     | 2       | 2       | 0       | 0       | 3            | 0            | 1            | 2            | 5      | 2      | 1      | 2      | 7  | 6  | 1  |
| Coppa UEFA   | -     | 3       | 2       | 0       | 1       | 3            | 0            | 0            | 3            | 6      | 2      | 0      | 4      | 9  | 7  | 2  |
| Totale       | -     | 20      | 13      | 4       | 3       | 21           | 3            | 8            | 10           | 41     | 16     | 12     | 13     | 53 | 36 | 17 |